# Gyrus fusiformis
De gyrus fusiformis of spoelvormige winding is een hersenwinding die loopt aan de (binnen)onderkant van de temporale en occipitale kwab. 
De schorsgebieden van de gyrus fusiformis zijn onderdeel van de cortex temporalis inferior. Dit gebied vormt het eindpunt van de ventrale route in het visuele systeem. Het speelt een rol in de visuele waarneming en geheugen van visuele objecten zoals voorwerpen, woorden en gezichten. Laesies in dit gebied kunnen leiden tot visuele agnosie (niet herkennen van objecten) en prosopagnosie (niet herkennen van gezichten). Met behulp van modern beeldvormend onderzoek heeft men ook de betrokkenheid van de gyrus fusiformis in de waarneming van gezichten in gezonde proefpersonen kunnen aantonen. Dit specifieke gebied, dat meer reageert op gezichten dan op andere voorwerpen, wordt ook wel het fusiforme aangezichtshersengebied (Engels: fusiform face area) genoemd.